# Rijpwetering
Rijpwetering is een dorp in de gemeente Kaag en Braassem, in de Nederlandse provincie Zuid-Holland. Het was van oorsprong een veeteeltdorp. Rijpwetering telt 1.645 inwoners (2023). Tot 1 januari 2009 viel Rijpwetering onder de toenmalige gemeente Alkemade. Het kanaal dat dwars door het dorp loopt heet ook Rijpwetering. 

## Monumenten
Rijpwetering telt diverse monumenten, waaronder een aantal windmolens:
- de Adermolen;
- de Blauwe Molen;
- de Buurtermolen;
- de Moppemolen;
- de Waterloosmolen;
- de twaalfkantige Lijkermolen No 1 en Lijkermolen No 2.

## Bekende inwoners
Een bekende "Ripper", zoals de inwoners van Rijpwetering worden genoemd, is Joop Zoetemelk, winnaar van de Tour de France in 1980 en wereldkampioen wielrennen in 1985. Zoetemelk werd weliswaar geboren in Den Haag, maar verhuisde al na enkele maanden met zijn ouders naar Rijpwetering. Bij de brug in het dorp staat een standbeeldje van de wielrenner. In Rijpwetering werd een fietspad naar de wielrenner vernoemd, het Joop Zoetemelkpad.
Een andere bekende inwoner was van 1924 tot 1955 Thomas Kwakman, die in genoemd tijdperk pastoor was van de parochie Onze Lieve Vrouw Geboorte. Kwakman kreeg in de jaren dertig bekendheid door de publicatie van een aantal door hem verzamelde profetieën. Het boekje Profetieën deed veel stof opwaaien en bracht Kwakman in problemen, waarna hij door de bisschop van Haarlem een censor kreeg toegewezen. In Rijpwetering is een laan naar de pastoor genoemd, de Pastoor Kwakmanlaan.

## Rijpwetering in foto's

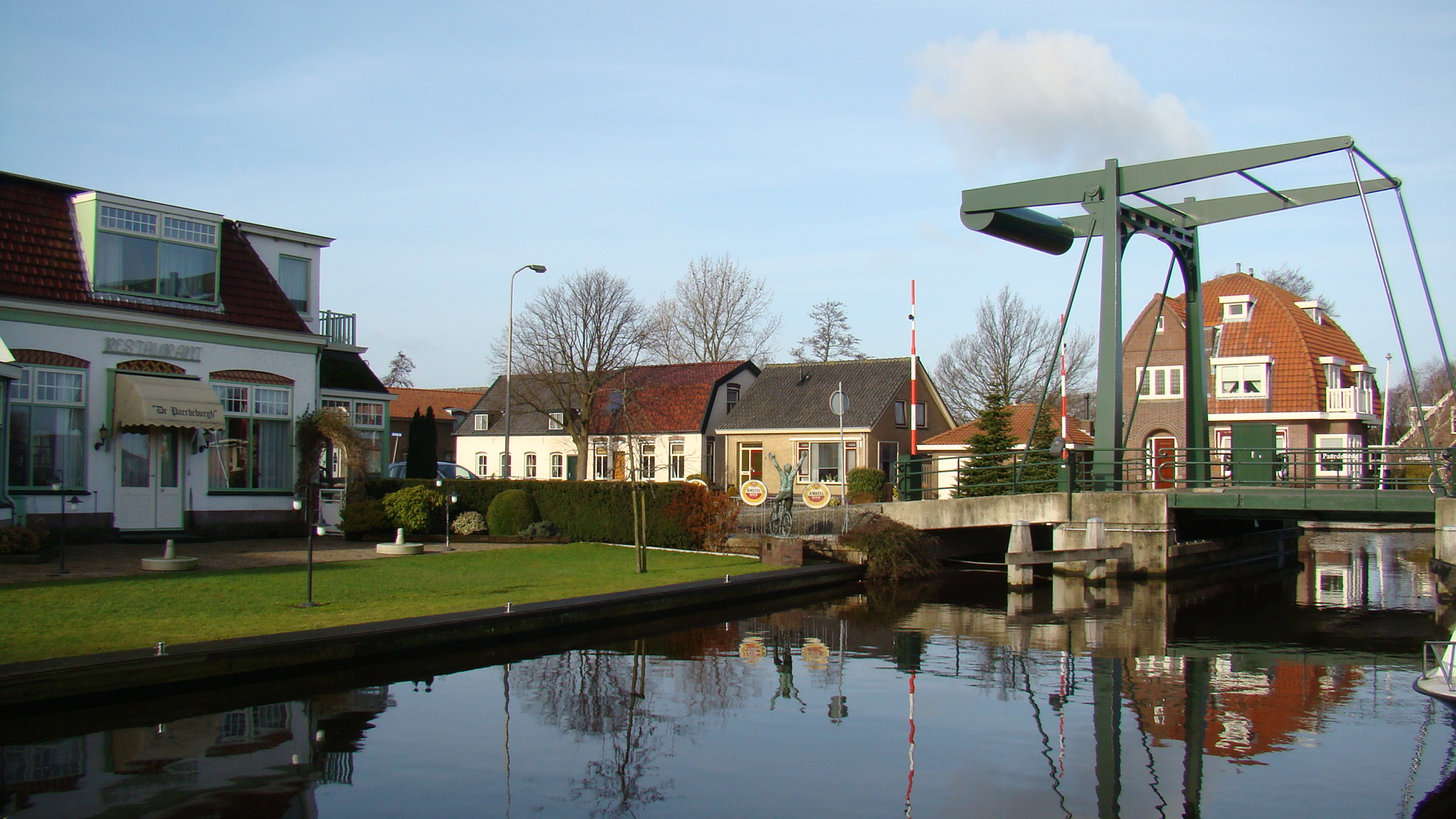
Rijpwetering, centrum
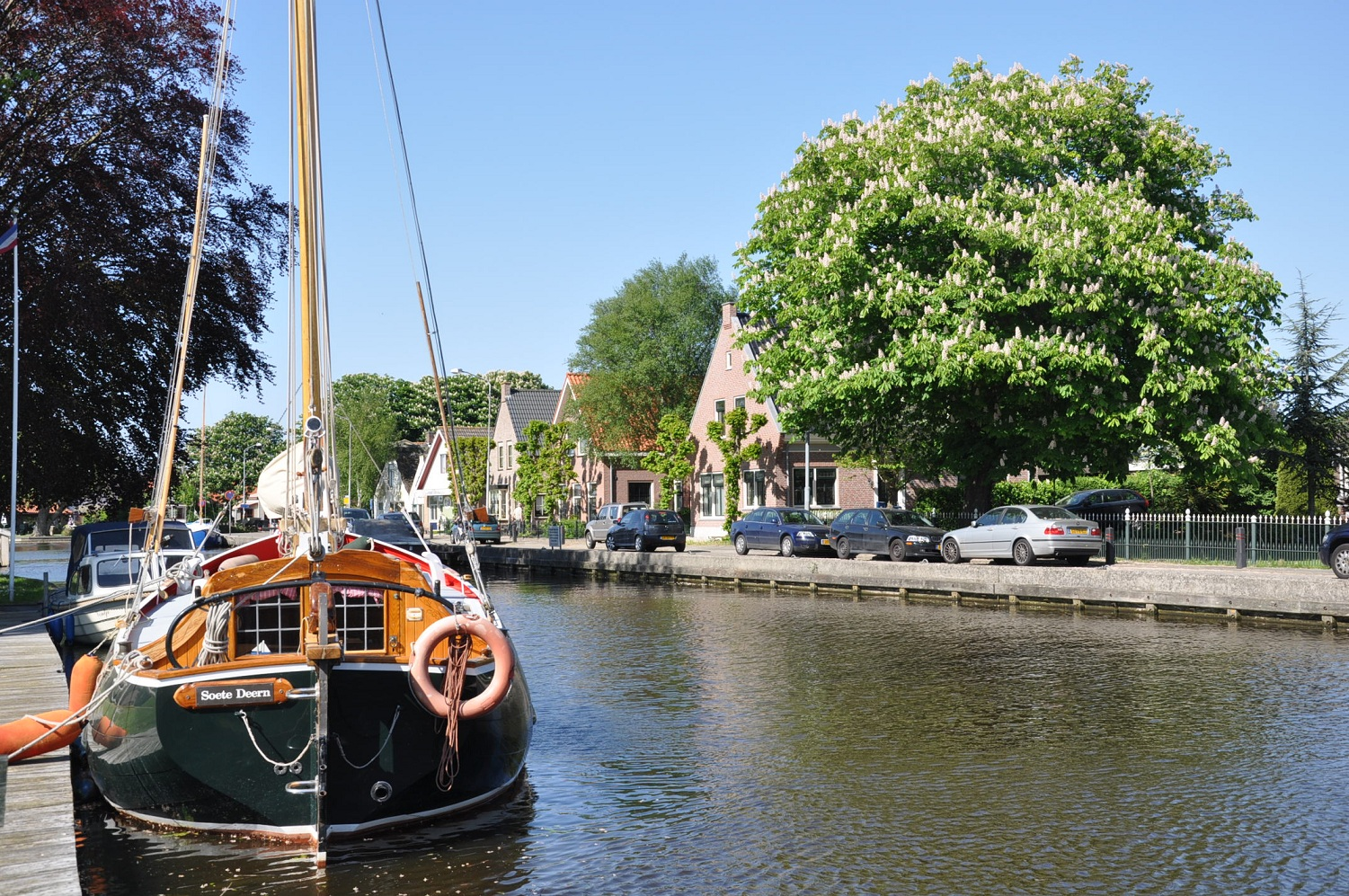
Boten in Rijpwetering
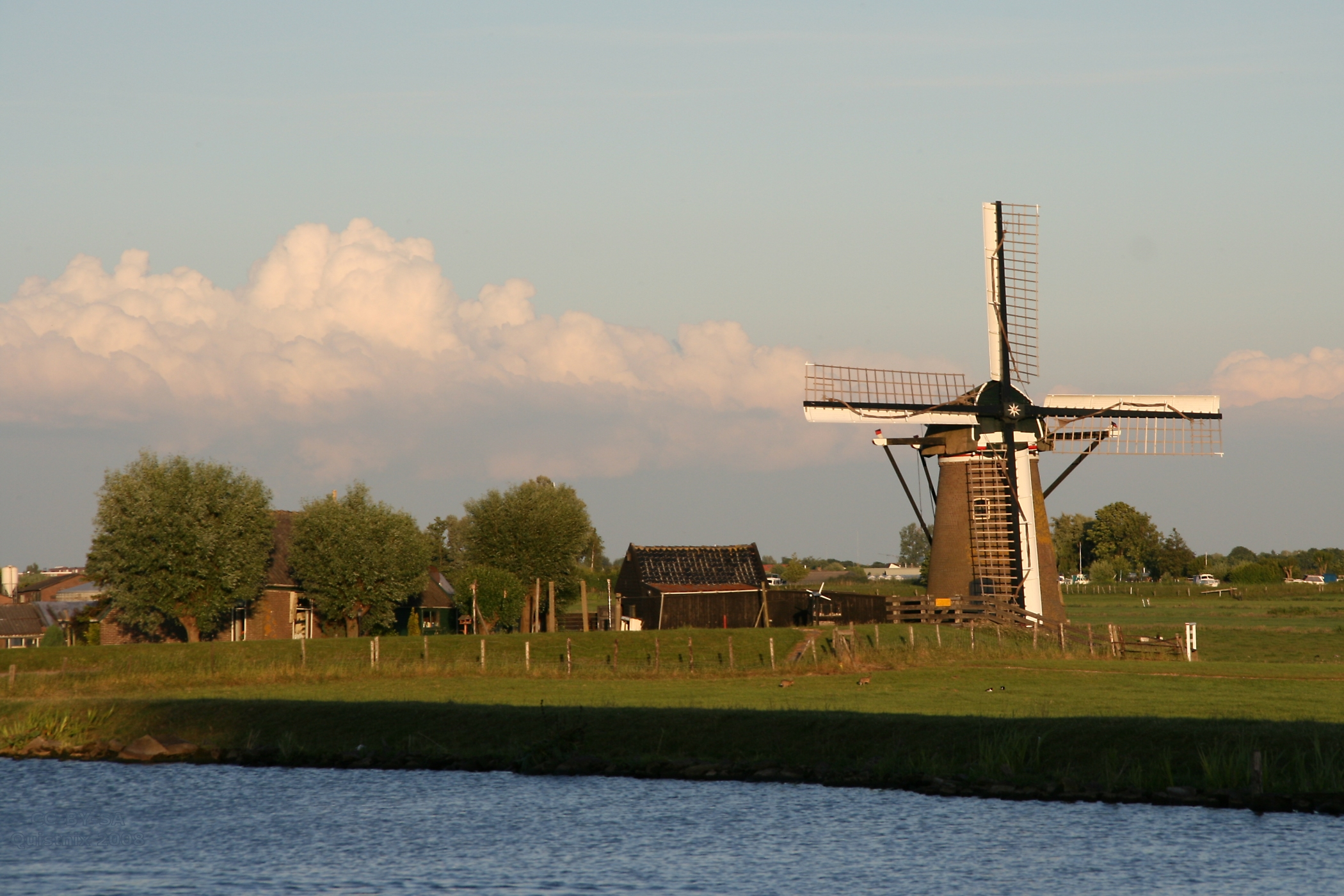
De Adermolen
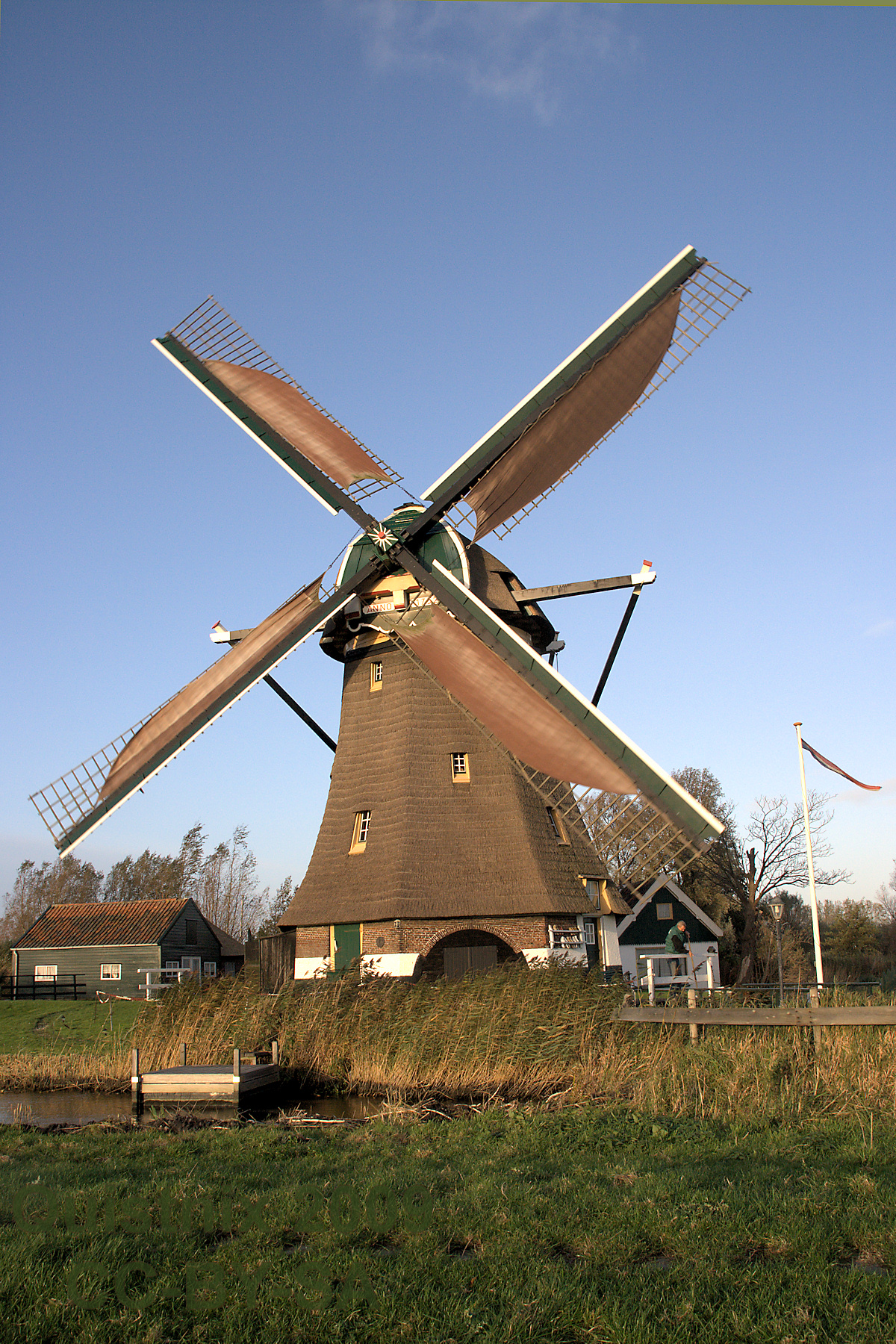
De Moppemolen
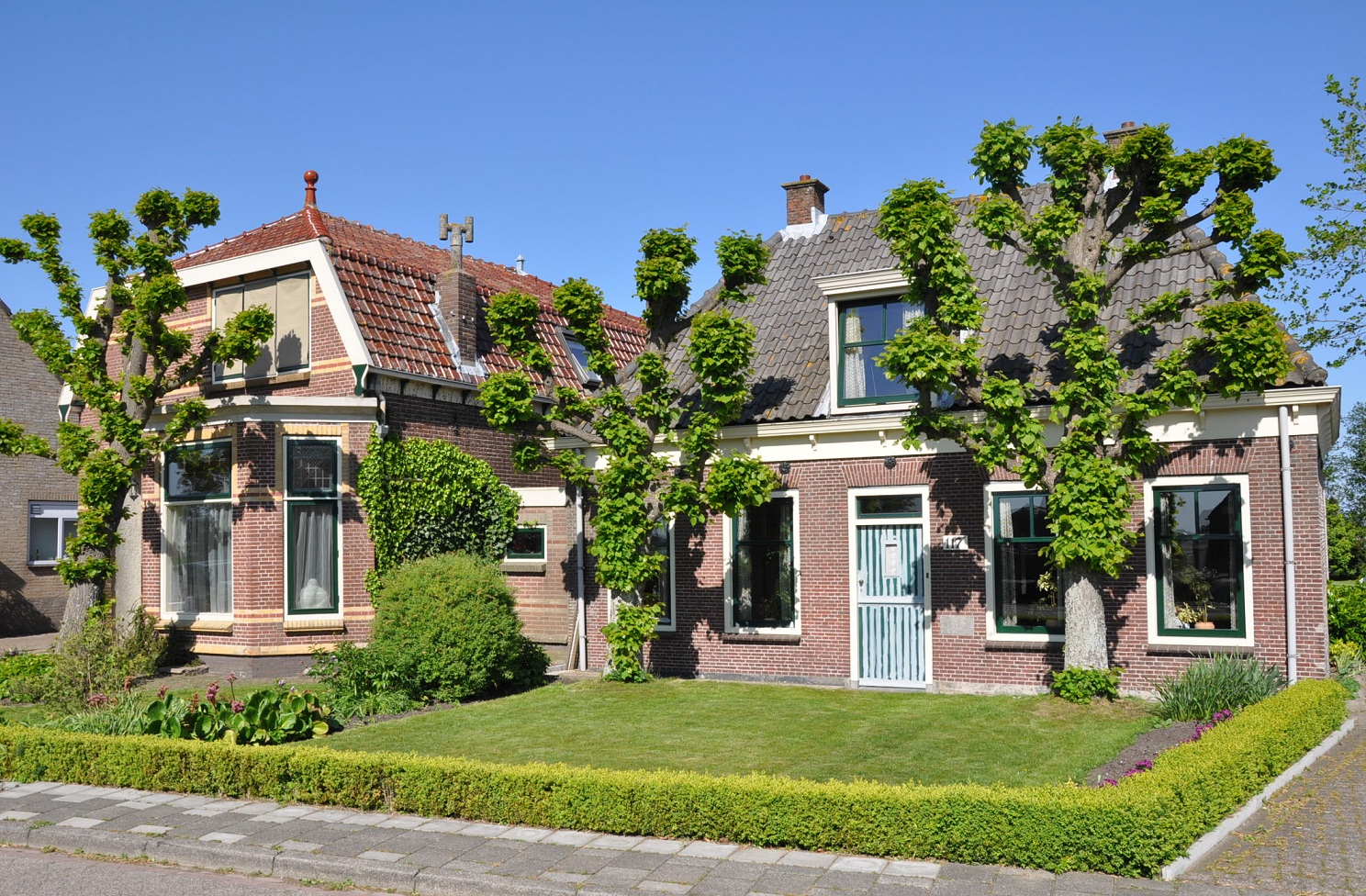
Huizen aan de Pastoor van der Plaatstraat
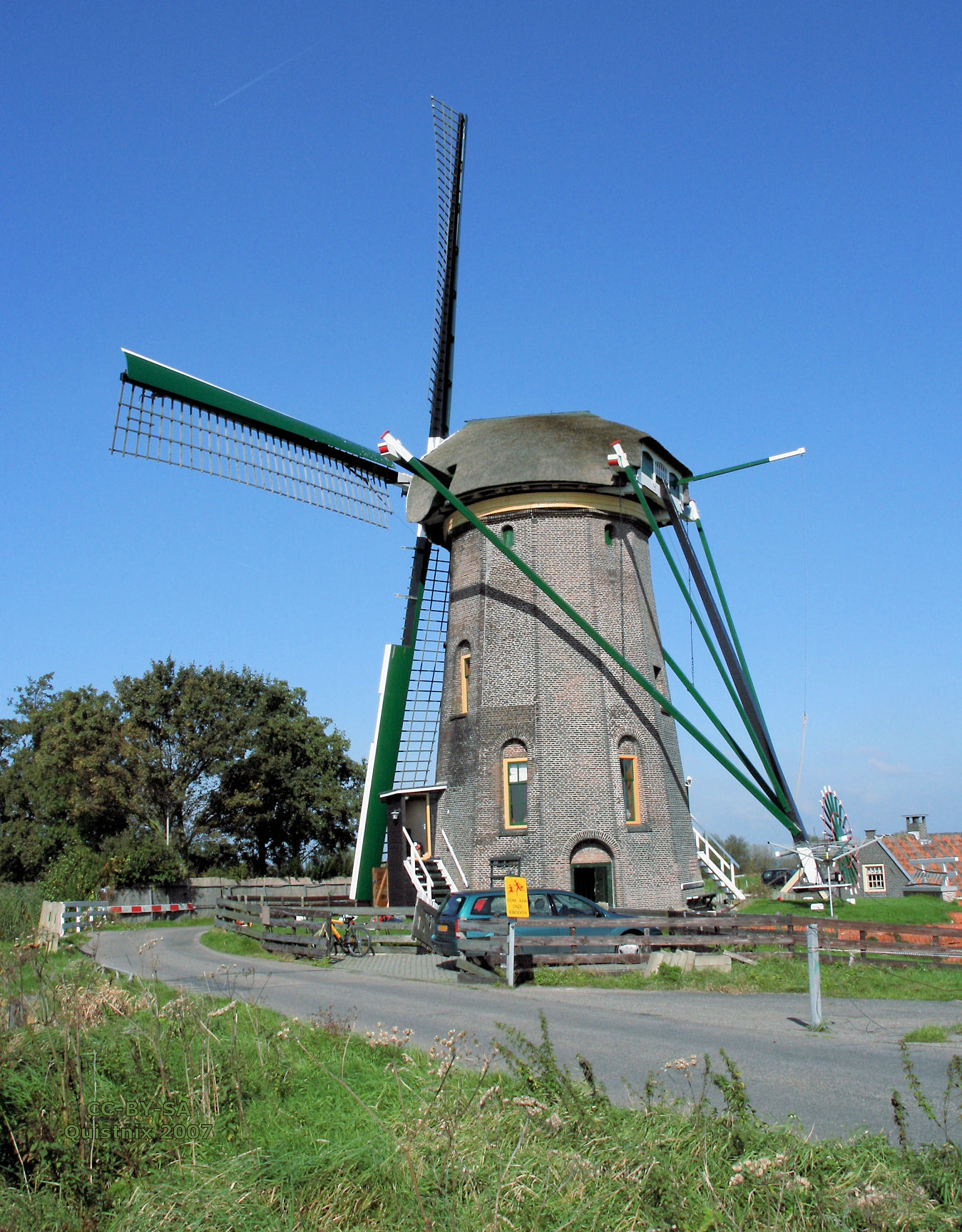
De 12-kantige Lijkermolen

- Library of Congress Control Number: n89121383
- Nationale Bibliotheek van Israël: 987007567559605171
- Virtual International Authority File: 153725386

Dorpen: Hoogmade · Kaag · Leimuiden · Nieuwe Wetering · Oud Ade · Oude Wetering · Rijnsaterwoude · Rijpwetering · Roelofarendsveen · Woubrugge

Buurtschappen: Bilderdam · Ofwegen · Vriezekoop · Zevenhuizen

Zuid-Holland: Steden en dorpen      Nederland: Provincies · Gemeenten